# ホームインスペクション
ホームインスペクション（英: Home inspection）とは、新築や中古（既存）の住宅の施工や劣化などの状態を客観的に診断するために、ホームインスペクター（住宅診断士）など第三者の住宅建築の専門家が行う調査のこと。住宅診断と訳される。
1970年代にアメリカで生まれ、日本では2000年代になって導入された。

## 建物状況調査と建物現況調査の違い
まず、「建物状況調査」と「建物現況調査」という名称の違いがある。建物状況調査とは、国土交通省の定める講習を修了した建築士が、建物の基礎、外壁など建物の構造耐力上主要な部分及び雨水の浸入を防止する部分に生じているひび割れ、雨漏り等の劣化・不具合の状況を把握するための調査のこと。この調査は、ホームインスペクションという呼び名では、呼ぶことは少ない。
一方、従来からある民間の建物現況調査は「ホームインスペクション」と呼ばれ、住宅インスペクション、ホームインスペクション、住宅診断などの言葉が使われるが、全て「住宅に施す検査全般」のことを指している。今まで実施されていた「インスペクション」は各民間の資格のため、業者ごとに内容や基準が異なるなど、検査内容や検査員の資格の有無などが明確でなかったためトラブルも多かった。そのため、検査員の技術力や検査基準、並びに検査方法の指針を示した「既存住宅インスペクション・ガイドライン」（平成２５年）が国土交通省により定められている。

### 調査項目・範囲について
国家資格を持つ建築士による建物状況調査の場合、調査項目はおおよそ40程度で少ないが、建物の健全性を的確に調べるメリットがあり、後述の不動産取引に必要な調査となる。一方、民間の事務所やNPO法人日本ホームインスペクターズ協会などが定める従来のホームインスペクションの場合、調査項目は100以上／廊下や水まわりを含む全居室が調査対象となる。しかし、利用者目線での調査項目が多く、国家資格者による調査ではないケースがあり、国が定めた不動産取引に必要な調査の対象とならない場合があるため注意が必要。

## 発祥
ホームインスペクションが誕生したのは1970年代、アメリカでのこと。1950〜60年代に大量に新築住宅が造られ、70年代になるとそれらの多くが中古住宅市場に出回るようになった。ところがその中には欠陥住宅が多かったため、アメリカ各地で自然発生的に物件の検査が行われることになった。
ただし、当時はそれぞれが独自の基準で行われていたこともあり、トラブルが頻発。そこで76年にホームインスペクションのスタンダードを創る目的で「アメリカホームインスペクターズ協会」（ASHI）が創設される。80年には少しずつ中古住宅市場整備が始まり、90年代後半には中古住宅の流通がアメリカで主流となった。現在、アメリカでは住宅購入前にホームインスペクションを活用することは半ば常識となっており、住宅取引の際、地域にもよるが約70〜90％の割合でホームインスペクションが実施されているというデータもある。

## 日本のホームインスペクションの歩み
2008年4月に、ホームインスペクション黎明期から事業を行っていたいくつかの企業が立ち上げメンバーとなり、NPO法人日本ホームインスペクターズ協会（JSHI）を設立。JSHIは、住宅購入者が安心して住宅を購入できるよう、瑕疵（不具合事象）の有無などを診断できる専門家を育成し、住宅流通の透明化・活性化を促すことを目的として設立された。初代理事長は、不動産コンサルタントであり株式会社さくら事務所創業者の長嶋修。
JSHI設立のきっかけとして長嶋は、「2004年にアメリカの既存（中古）住宅市場の現場を視察に行ったことで、1976年に設立されたアメリカホームインスペクターズ協会（ASHI ： AmericanSociety of Home Inspectors）の取り組みや、彼の地のホームインスペクター（住宅診断士）の仕事ぶりを見て、これと同じものを日本にもつくりたいと強く思ったんです」と語っている。

## ホームインスペクション実施有無の説明義務化
2018年（平成３０年）4月に施行された改正宅地建物取引業法によって、中古住宅の取引の際に、講習を受けた建築士による建物状況調査（民間のホームインスペクションではない）の実施有無についての説明などが義務化されることになった。義務化された内容は次の3点であり、いずれも宅建業者に課せられたものである。ただし、前述の民間資格のホームインスペクション調査では取引条件を満たさないので注意が必要。
- 媒介契約締結時に宅建業者が建物状況調査業者の斡旋の可否を示し、媒介依頼者の意向に応じて斡旋する義務
- 重要事項説明時に宅建業者が建物状況調査結果を買主に対して説明する義務
- 売買契約締結時に基礎、外壁などの現況を売主・買主が相互に確認し、その内容を宅建業者が売主・買主に書面で交付する義務